# Planaeschna nankunshanensis
Planaeschna nankunshanensis là loài chuồn chuồn trong họ Aeshnidae. Loài này được Zhang, Yeh & Tong mô tả khoa học đầu tiên năm 2010.